# Periodização da história

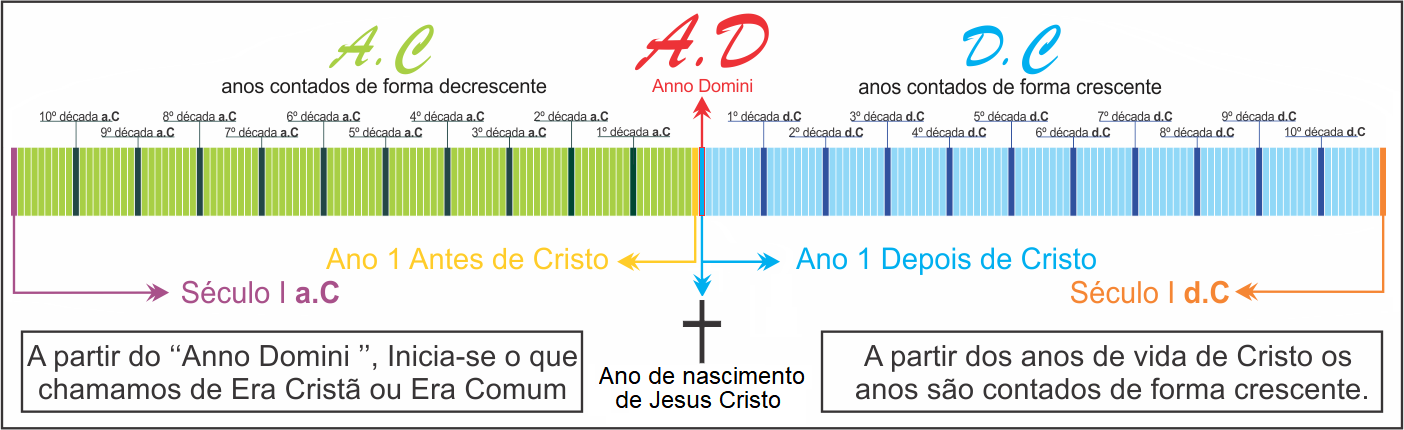
Linha do tempo para a periodização cujo critério é o nascimento de Jesus Cristo

Gráfico em inglês de contagem do tempo geológico da Terra, a exemplo de periodizações cujos segmentos não têm tamanhos semelhantes

Periodização da história é um método cronológico usado para contar e separar o tempo histórico da humanidade em segmentos denominados época, era, idade ou período. A periodização é o estudo da História Geral da Humanidade, que costuma dividir a história humana por convenção; e exclusivamente para fins didáticos.

## Periodização clássica (eurocêntrica)
Em cinco períodos, épocas ou idades — ao que se denomina periodização clássica da história — como a Pré-história, a Idade Antiga, a Idade Média, a Idade Moderna e a Idade Contemporânea. As ocorrências significativas para a História Geral, tomando como referência a Europa, e que delimitaram essa divisão são, cronologicamente: a invenção da escrita (c. 4000 a.C.); a queda do Império Romano (476 d.C.); a tomada de Constantinopla pelos turcos otomanos e o fim da Guerra dos Cem Anos na Europa (1453); e a Revolução Francesa (1789).
A chamada Pré-história inicia-se com o surgimento do Homem na Terra; e dura até cerca de 4000 a.C., com o surgimento da escrita no Crescente Fértil, mais precisamente na Mesopotâmia. Caracteriza-se, grosso modo, pelo nomadismo e atividades de caça e re-coleção. Surge a agricultura e a pecuária, os quais levaram os homens pré-históricos ao sedentarismo e à criação das primeiras cidades. É dividida entre Idade da pedra e Idade dos metais, sendo a primeira subdividida em Paleolítico e Neolítico, enquanto a segunda em Idade do Cobre, Idade do bronze e Idade do ferro.
Foram feitas grandes descobertas, sem as quais hoje seria muito difícil viver:
- No Período Paleolítico ou Idade da Pedra Lascada: tivemos a descoberta do fogo;
- No Período Neolítico ou Idade da Pedra Polida, ocorreu a revolução agrícola: domesticaram-se animais; e começou-se a praticar a domesticação de espécies vegetais;
- Na Idade dos Metais: fundição dos metais; e utilização destes no fabrico de instrumentos. O último período da Pré-História demarca o conjunto de transformações que dão início ao aparecimento das primeiras civilizações da Antiguidade: Egito e Mesopotâmia;
- Após o homem pré-histórico descobrir a existência de outros povos (civilizações), eles começam a disputar entre si, para determinar quem era o mais forte, onde o grupo perdedor serviria como escravo. Nasce, então, o primeiro método de escravidão.

Após a invenção da escrita, foram estabelecidas quatro idades:
- Idade Antiga ou Antiguidade — compreende-se de cerca de 4000 a.C. até 476 d.C., quando ocorre a queda do Império Romano do Ocidente. É estudada com estreita relação ao Próximo Oriente, onde surgiram as primeiras civilizações, sobretudo no chamado Crescente Fértil, que atraiu, pelas possibilidades agrícolas, os primeiros habitantes do Egito, Palestina, Mesopotâmia, Irã e Fenícia. Abrange também as chamadas civilizações clássicas: Grécia e Roma;
- Idade Média — Compreende-se do ano 476 d.C. até 1453, quando ocorre a conquista de Constantinopla pelos turcos otomanos; e consequentemente a queda do Império Romano do Oriente. É estudada com relação às três culturas em confronto em torno da bacia do mar Mediterrâneo. Caracterizou-se pelo modo de produção feudal em algumas regiões da Europa;
- Idade Moderna — considerada de 1453 até 1789, quando da eclosão da Revolução Francesa. Compreende o período da invenção da imprensa, os descobrimentos marítimos e o Renascimento. Caracteriza-se pelo nascimento do modo de produção capitalista;
- Idade Contemporânea — compreende de 1789 até aos dias atuais. Envolve conceitos tão diferentes quanto o grande avanço da técnica, os conflitos armados de grandes proporções e a Nova Ordem Mundial.

### Críticas à periodização clássica
Os críticos dessa fórmula de periodização, baseada em eventos ou fatos históricos, apontam diversos inconvenientes em seus "recortes", entre os quais:
- O advento da escrita ocorreu em diferentes períodos em diferentes culturas, tornando imprecisa uma comparação puramente cronológica, por exemplo, entre as culturas do Crescente Fértil com as diferentes culturas pré-colombianas;
- As mudanças ocorridas entre períodos registraram-se gradualmente; e em velocidades variáveis conforme as culturas/regiões, como por exemplo o fim de um modo de produção como o feudalismo;
- Mesmo nesta periodização, há críticas sobre quais seriam os marcos para o fim e começo dos períodos; assim, alguns autores assinalam o fim da Antiguidade em 395, como Joaquim Silva e J. B. Damasco Penna, informando que "há historiadores que preferem considerar o fim da Antiguidade em 476..."; estes autores colocam o fim da Idade Média em 1453, ano da queda de Constantinopla, enquanto "nem por todos é aceita; alguns colocam o fim da Idade Média em 1492, data do descobrimento da América". Já para a Era Contemporânea, trazem que "também há críticas de historiadores, vários dos quais entendem que a História Contemporânea começa realmente em 1914, início da Primeira Guerra Mundial...".[7]

## Periodização marxista
A periodização marxista da história sugeriu uma série de critérios de periodização que estabelecem um elo entre os tempos longos das mudanças históricas, na escala das épocas que se sucedem, e os tempos mais curtos das etapas e situações, até o tempo acelerado das conjunturas. A periodização, portanto, é atrelada aos seguintes modos de produção:
- Primitivo
- Asiático
- Escravista
- Feudal
- Capitalista
- Comunista

## Periodização geológica
A versão aqui apresentada baseia-se na edição de 2004 do quadro estratigráfico Internacional da Comissão Internacional sobre Estratigrafia da União Internacional de Ciências Geológicas.